# Polylekithum trachuri
Polylekithum trachuri is een soort in de taxonomische indeling van de platwormen (Platyhelminthes). De worm is tweeslachtig en kan zowel mannelijke als vrouwelijke geslachtscellen produceren. De soort leeft in zeer vochtige omstandigheden. 
De platworm behoort tot het geslacht Polylekithum en behoort tot de familie Encyclometridae. De wetenschappelijke naam van de soort werd voor het eerst geldig gepubliceerd in 1996 door of Rizk, Tanha & El-Rahman.